# Mézières-sur-Ponthouin
Mézières-sur-Ponthouin é uma comuna francesa na região administrativa do País do Loire, no departamento de Sarthe. Estende-se por uma área de 17.88 km². Em 2010 a comuna tinha 725 habitantes (densidade: 40,5 hab./km²).